# Примірник
Примірник — одиничний предмет, коли йдеться про друкований чи рукописний текст. Поняття тотожне в більшості випадків слову «екземпляр».

## Вживання
Про один із тотожних зразків друкованої продукції, про одну з копій рукописного тексту кажуть — «примірник».
Для прикладу: примірник книжки, примірник газети, примірник постанови тощо.
Інколи замість цього іменника, коли йдеться про певну частину накладу, вживають термін екземпляр. Це не є помилкою, оскільки «примірник» — калька слова екземпляр, переклад його (з лат. exemplar — зразок). Але зі стилістичного погляду краще в цьому разі вживати значення «примірник».
Втім, якщо заміна примірника на екземпляр іноді можлива, хоч і не бажана, то зворотна дія неприпустима. Адже лише словом екземпляр можна назвати окремого представника якогось виду тваринного чи рослинного світу, що його досліджують або експонують на виставці.
Приклад: Рідкісний екземпляр комахи. До порівняння: Три примірники комарів пищать під стелею.